# Gillian Rubinstein
Gillian Rubinstein (* 29. August 1942 in Großbritannien) ist eine englische Autorin. Sie ist auch bekannt unter dem Pseudonym Lian Hearn.

## Biographie
Der Vater der jungen Gillian starb im Jahre 1950. Nach einigen Jahren heiratete ihre Mutter wieder und Rubinstein ging mit ihrer Familie nach Nigeria. Später kehrte sie nach Großbritannien zurück, um moderne Sprachen in Oxford zu studieren. Nach Abschluss des Studiums arbeitete sie meistenteils als freie Filmkritikerin und Redakteurin in London, bevor sie sich mit ihrem Ehemann Philip in Oxford als Schriftstellerin niederließ. In den nächsten Jahren wurde sie vor allem durch ihre Kinderbücher und Schauspiele bekannt.
Rubinstein verfasste mehrere Kinder- und Jugendbücher – von denen bereits das Erste mit mehreren Preisen ausgezeichnet wurde – aber auch Bilderbücher.
Ihr Hauptinteresse lag in der asiatischen Mythologie und Kultur – vor allem aber in Japan und der japanischen Sprache.
So erlernte sie letztere auch und bereiste das Land der Aufgehenden Sonne unzählige Male. Auf einer dieser Reisen entstand die Idee für die Reihe von Der Clan der Otori, welche Rubinstein unter dem Pseudonym Lian Hearn veröffentlichte. Am 16. März 2005 vollendete sie davon das Manuskript des dritten Bandes.
Um zu verhindern, dass ihre ersten Bücher für Erwachsene mit ihren vorhergehenden Werken verglichen werden, verbarg sie sich hinter diesem Pseudonym. Der Name entstand aus dem Kosenamen ihrer Kindheit (die letzten Buchstaben von Gillian) und dem Familiennamen von Lafcadio Hearn, einem britisch-griechischen Schriftsteller, der Ende des 19. Jahrhunderts in Japan lebte.
1973 wanderte sie mit ihrem Ehemann nach Australien aus. Seit 1981 lebt sie mit ihm und den drei gemeinsamen Kindern in Goolwa, Südaustralien.
Als im Juni 2002 – bedingt durch den Erfolg in vielen Ländern – eine Verfilmung von Der Clan der Otori im Gespräch war, lüftete sie das Geheimnis um die Urheberschaft. Der erste Band Das Schwert in der Stille gewann 2004 den deutschen Jugendliteraturpreis.
Zu ihren literarischen Vorbildern zählt Rubinstein vor allem Ray Bradbury und Robert Louis Stevenson.

## Werke
- 1986: Space Demons
- 1988: Answers to Brut, Beyond the Labyrinth, Melanie and the Night Animal, Before Dawn, After Dark
- 1989: Sky Maze
- 1990: Flashback
- 1991: At Ardilla
- 1992: Galax-Arena
- 1994: Foxspell
- 1995: Jake and Pete
- 1996: Shinkei, Witch Music, Annie’s Brother’s Suit
- 1997: Under the Cat’s Eye, Jake and Pete and the Stray Dogs
- 1998: Pure Chance
- 1999: The Mermaid of Bondi Beach, Jake and Pete and the Catcrowbats
- 2000: Jake and Pete and the Magpie’s Wedding
- 2001: Terra-Farma
- 2002: The Whale’s Child sik

### Als Lian Hearn
Tales of the Otori - Der Clan der Otori
- 2002: Across the Nightingale Floor - Das Schwert in der Stille, ISBN 978-3551581068
- 2004: Grass for His Pillow - Der Pfad im Schnee, ISBN 978-3551581105
- 2005: Brilliance of the Moon - Der Glanz des Mondes, ISBN 978-3551581112
- 2006: The Harsh Cry of the Heron - Der Ruf des Reihers, ISBN 978-3551581600
- 2007: Heaven’s Net is Wide - Die Weite des Himmels - Prequel, ISBN 978-3551581716

Blossoms And Shadows (Hachette Australia, 2010)
The Storyteller and His Three Daughters (Hachette Australia, 2013)
The Shikanoko Series (Farrar, Straus and Giroux, US, 2016). 
- 1: Emperor of the Eight Islands (April 2016)
- 2: Autumn Princess, Dragon Child (Juni 2016)
- 3: Lord of the Darkwood (August 2016)
- 4: The Tengu's Game of Go (September 2016)